# Mosteiro de Dióscori
O Mosteiro de Dióscori ou de Díscuri (em grego: Μονή Διόσκουροι; romaniz.: Moní Dióskouroi) é um importante mosteiro ortodoxo grego localizado próximo da cidade de Axos, a 43 km da cidade de Retimno no município de Milopótamos na unidade regional de Retimno em Creta, Grécia. Especula-se que ele tenha sido erigido sobre o antigo templo de Dióscuri.
As primeiras menções ao mosteiro ocorreram em 1630 e 1658. Durante a invasão turca de Creta (1646) o mosteiro foi deliberadamente danificado, no entanto, foi reconstruído durante o governo otomano. Neste período o mosteiro ganhou notório prestígio em Milopótamos tendo ele se apossado de importantes manuscritos em sua biblioteca. Em 1808 e 1824 o mosteiro é destruído pelos turcos devido a seus envolvimentos com revolucionários cretenses; entre 1824-1841 o monge Simeão Melécio (Simeon Meletios) iniciou um programa de restauração do mosteiro. Em 1856 um terremoto danificou parcialmente o mosteiro.
Durante a revolução cretense de 1866-1869 o mosteiro foi utilizados pelos rebeldes como armazém de munições e alimentos, assim como um hospital. Em 1869 o mosteiro foi arrasado pelos turcos. Entre 1890-1897 o mosteiro é parcialmente reconstruído e, em 1935, é anexado ao mosteiro de Chalépa. A partir de 1950 o mosteiro foi gradualmente abandonado.